# Anopheles pinjaurensis
Anopheles pinjaurensis är en tvåvingeart som beskrevs av Philip James Barraud 1932. Anopheles pinjaurensis ingår i släktet Anopheles och familjen stickmyggor. Inga underarter finns listade i Catalogue of Life.